# Alzamaj
Alzamaj (anche traslitterata come Alzamay) è una città della Russia asiatica centro-orientale, situata nell'Oblast' di Irkutsk 600 km a nordovest del capoluogo Irkutsk; sorge nella parte orientale dei monti Sajany, sul fiume Toporok, nel distretto di Nižneudinsk.
Fondata nel 1899 intorno alla stazione ferroviaria, divenne città nel 1955.

## Società

### Evoluzione demografica
Fonte: mojgorod.ru
- 1959: 13.000
- 1970: 10.600
- 1989: 9.000
- 2002: 7.383
- 2006: 7.200